# Бан Су Хьон
Бан Сухьон (кор. 방 수현; нар. 13 вересня 1972, Сеул) — південнокорейська бадмінтоністка, олімпійська чемпіонка, призерка чемпіонатів світу.

## Спортивні досягнення

### Виступи на Олімпійських іграх
Срібна призерка літніх Олімпійських ігор 1992 в Барселоні в жіночому одиночному розряді. У фінальному поєдинку поступилася індонезійці Сусі Сусанті.
Чемпіонка літніх Олімпійських ігор 1996 в Атланта в жіночому одиночному розряді. У півфіналі взяла реванш у Сусі Сусанті за поразку на попередній Олімпіаді. Фінальний матч виграла у індонезійки Мії Аудіни.

### Виступи на чемпіонатах світу
Срібна призерка чемпіонату світу 1993 року в Бірмінгемі в жіночому одиночному розряді. У фінальному поєдинку поступилася індонезійці Сусі Сусанті.
Бронзова призерка чемпіонату світу 1995 року в Лозанні в жіночому одиночному розряді. Програла півфінальний матч китаянці Хан Їнгна.